# Wanquetin
Wanquetin es una comuna francesa situada en el departamento de Paso de Calais, en la región de Alta Francia.

## Demografía
| 580 | 560 | 602 | 642 | 682 | 639 | 727 |
| Para los censos de 1962 a 1999 la población legal corresponde a la población sin duplicidades (Fuente: INSEE [Consultar]) |     |     |     |     |     |     |